# Rouelle

Raffigurazione di una donna tedesca ebraica di Worms con la rouelle (disco giallo sul petto a destra), disegno del 1600 circa

La rouelle è un piccolo pezzo di tessuto il cui uso è stato imposto agli ebrei come segno distintivo nell'abbigliamento, il cui impiego viene fatto risalire probabilmente a papa Innocenzo III.
È stato utilizzato dalle autorità civili, a partire dal XIII secolo, come impostazione agli ebrei per il loro riconoscimento.

## Origine e contesto
Il sostantivo femminile “rouelle” deriva dal tardo latino rotella (“piccola ruota”), sostantivo femminile e diminutivo di rota (“ruota”).
La parola rüele compare nel 1119 nel senso di “piccola ruota” e nel 1363 nel senso di “cerchio di stoffa colorata, portato come segno infame nel Medioevo dagli ebrei”.
La Rouelle è un piccolo pezzo di tessuto che gli ebrei dovevano indossare sui loro vestiti per distinguerli dagli altri in Europa durante il periodo tardo-medievale.
L'origine e l'inspirazione di questo vessillo viene fatto risalire al mondo arabo-musulmano, che imponevano dei segni distintivi agli ebrei su ordine dei califfi musulmani nel Medioevo. Fu un ebreo convertito al cattolicesimo, noto come Paul Chrétien, un abate domenicano, a convincere Luigi IX nel 1269 a stabilirne l'utilizzo in Francia.